# Bubastis

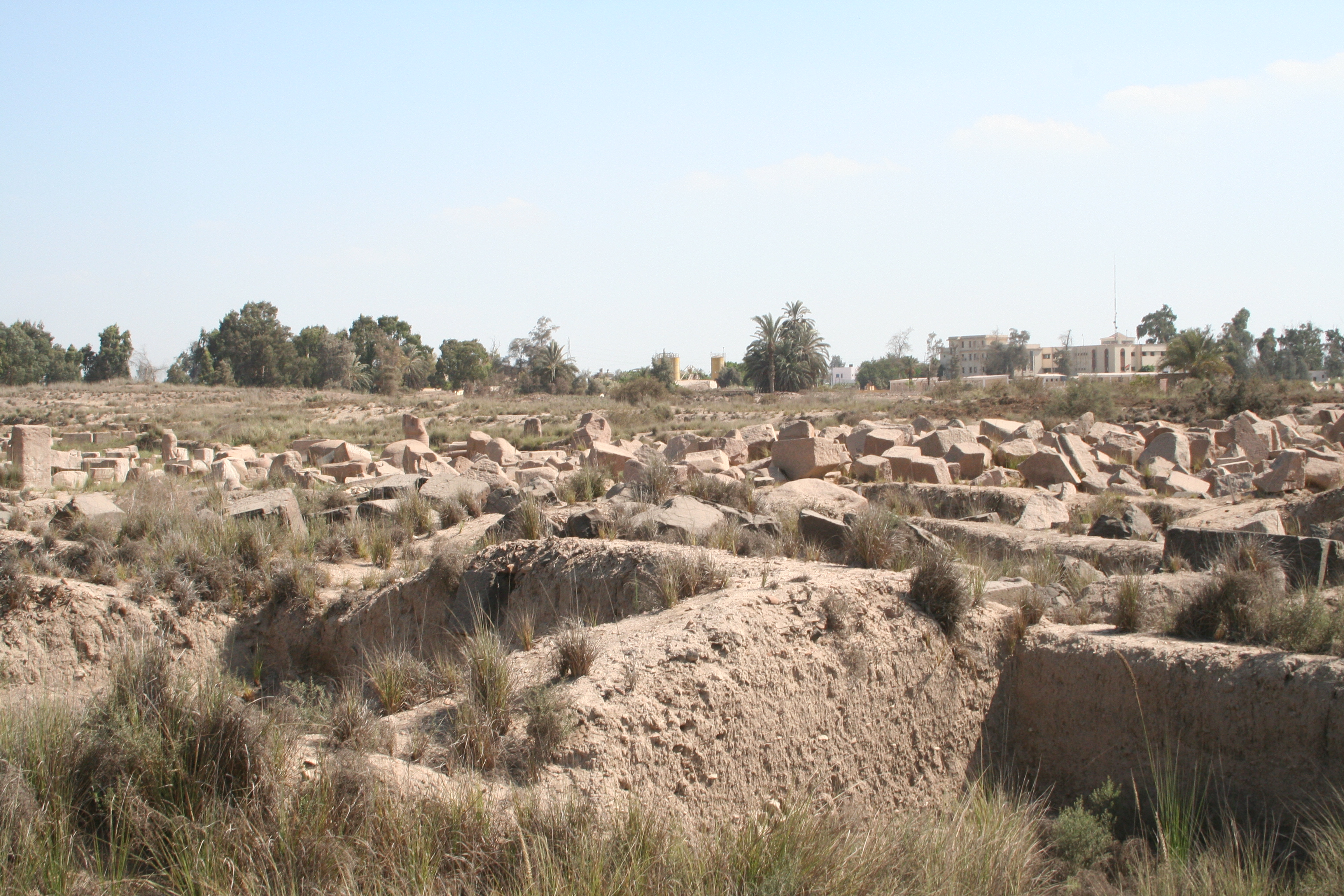
Lämningar av Bubastis.

Bubastis är det grekiska namnet på en forntida egyptisk stad, belägen vid Tell Basta i Egypten. Stadens fornegyptiska namn var Bast. Platsen ligger i Nildeltat utanför den moderna staden Zaqaziq.
Bubastis var en betydelsefull stad redan under det fornegyptiska Gamla riket, men nådde sin höjdpunkt under Tredje mellantiden då den 22:a dynastin styrde från staden. Då fick även kulten av kattgudinnan Bastet ett stort uppsving och omfattande gravplatser av mumifierade katter har upptäckts. På 400-talet f.Kr. besöktes staden av den grekiska historikern Herodotos som gav den en utförlig beskrivning. Bubastis övergavs under romersk kejsartid.
Arkeologiska utgrävningar av Tell Basta genomfördes 1887–89 av den schweiziska arkeologen Édouard Naville. Bland fynden fanns ett flertal tempel tillägnade guden Atum, gudinnan Bastet och hennes son Mihos, tempel för kulten av olika faraoner, gravar för ämbetsmän och begravningsplatser för de heliga katterna.